# Fuerza de Planck
La fuerza de Planck es la unidad de fuerza derivada de la definición de las unidades de Planck básicas para el tiempo, la longitud y la masa. Es igual a la unidad natural de momento dividida entre la unidad natural de tiempo:
{\displaystyle F_{P}={\frac {m_{P}c}{t_{P}}}={\frac {c^{4}}{G}}=1.21027\times 10^{44}{\mbox{ N.}}}

## Otras definiciones
La fuerza de Planck también está asociada a la equivalencia de la energía potencial gravitatoria y la energía electromagnética, y en este contexto se puede entender como la fuerza que confina una masa autogravitante a la mitad de su radio de Schwarzschild:
{\displaystyle F_{P}={\frac {Gm^{2}}{r_{G}^{2}}}},
{\displaystyle r_{G}={\frac {r_{s}}{2}}={\frac {Gm}{c^{2}}}}
donde G es la constante de gravitación universal, c es la velocidad de la luz en el vacío, m es una masa cualquiera y rG es la mitad del radio de Schwarzschild, rs, de dicha masa.
Como la dimensión de la fuerza es una razón de energía por longitud, la fuerza de Planck se puede calcular como la energía dividida entre la mitad del radio de Schwarzschild.
{\displaystyle F_{P}={\frac {mc^{2}}{\cfrac {Gm}{c^{2}}}}={\frac {c^{4}}{G}}}
Como se ha mencionado anteriormente, la fuerza de Planck está íntimamente asociada con la masa de Planck. Esta asociación única también se manifiesta cuando la fuerza se calcula como cualquier energía dividida entre la longitud de onda de Compton reducida por 2π de esa misma energía:
{\displaystyle F={\frac {mc^{2}}{\cfrac {\hbar }{mc}}}={\frac {m^{2}c^{3}}{\hbar }}}
Aquí la fuerza es diferente para cada masa (por ejemplo, para el electrón, al fuerza es responsable del efecto Schwinger. Es igual a la fuerza de Planck únicamente para la masa de Planck (aproximadamente 2.18 × 10-8 kg). Esto se deduce del hecho de que la longitud de Planck es una longitud de onda de Compton reducida igual a la mitad del radio de Schwarzschild de la masa de Planck:
{\displaystyle {\frac {\hbar }{m_{P}c}}={\frac {Gm_{P}}{c^{2}}}}
que a su vez se deduce de otra relación fundamental:
{\displaystyle c\hbar =Gm_{P}^{2}}

## Relatividad general
La fuerza de Planck tiene utilidad en trabajos científicos como la razón entre la energía electromagnética y la longitud gravitacional. Por ejemplo, se presenta en las ecuaciones de campo de Einstein que describen las propiedades de un campo gravitatorio que envuelve una masa dada:
{\displaystyle G_{\mu \nu }=8\pi \;{\frac {G}{c^{4}}}\;T_{\mu \nu }}
donde {\displaystyle G_{\mu \nu }} es el tensor de Einstein y {\displaystyle T_{\mu \nu }} es el tensor energía-momento.